# Služátky
Služátky település Csehországban, a Havlíčkův Brod-i járásban. Služátky Světlá nad Sázavou, Příseka, Kunemil és Malčín településekkel határos. Lakosainak száma 159 fő (2024. január 1.).

## Népesség
A település lakosságának változását az alábbi diagram mutatja:
| Lakosok száma | 93   | 146  | 175  | 121  | 147  | 155  | 163  | 161  | 142  | 159  |
|               | 1869 | 1900 | 1921 | 1961 | 1980 | 2011 | 2016 | 2019 | 2021 | 2024 |